# Lydia Pockaj
Lydia Pockaj (* 30. März 1980 in Grudziądz, Polen; als Lydia Anna Madajewski) ist eine Schweizer Sängerin, Songwriterin und Musikproduzentin. Bekanntheit erlangte sie Anfang der 2000er Jahre durch das Eurodance-Projekt E-Rotic, bei dem sie von 1999 bis 2004 die Sängerin war.

## Wirken

### E-Rotic
1999 wurde sie im Alter von 19 Jahren als Nachfolgerin von Lyane Leigh für das Dancefloor-Projekt E-Rotic vorgestellt. Das Projekt hatte internationalen Erfolg mit Veröffentlichungen wie Max Don’t Have Sex with Your Ex, Fred Come to Bed Sex on the Phone und Willy Use a Billy … Boy die den Sprung in die deutschen und internationalen Charts schafften.
Die erste Veröffentlichung mit Beteiligung von Pockaj war Mambo No. Sex vom gleichnamigen Album aus dem Jahr 1999.
Im Zeitraum von 1999 bis 2005 sang Lydia Pockaj sämtliche Songs für die veröffentlichten Alben Missing You, Gimme Gimme Gimme, Sexual Healing, Sex Generation und Cocktail E-Rotic ein.
Für Auftritte wurden weiterhin Künstler wie Jeanette Christensen und Ché Jouaner engagiert, die jedoch nicht selbst sangen. 2001 verließ Jeanette Christensen die Band. Ihre Nachfolge trat Yasemin Baysal an, die das Projekt bereits 2002 gemeinsam mit Chè Jouaner wieder verließ.
Ab diesem Zeitpunkt stand Lydia Pockaj zusammen mit Tänzer Robert Spehar auf der Bühne. Es folgten unter anderem TV-Auftritte bei RTL II Après Ski Hits.
2005 löste sich das Projekt E-Rotic vorerst auf.

### Missing Heart
Missing Heart war ein deutsches Dancefloor-Projekt, welches von den Produzenten David Brandes und Felix Gauder gegründet wurde.
2000 erschien das von Lydia Pockaj eingesungene Album Mystery sowie die Single-Veröffentlichung Tears in May sowie als Promosingle Charlene.
Trotz Erfolgen in Osteuropa und insbesondere in Japan, wurde das Projekt 2002 aufgelöst.

### Apanachee
Apanachee war ein weiteres Dancefloor-Projekt des Plattenlabels Bros Music, welches vom Produzenten David Brandes gegründet wurde.
Die 2001 von Lydia Pockaj eingesungenen Singles In Aeternum und Prison of Passion waren international erfolgreich. In Aeternum erreichte Platz 1 der russischen Charts.

### Kollaborationen
2001 steuerte Lydia Pockaj die Backvocals zum Chris Norman Album Breathe Me In bei. Die Auskopplung For You erreichte Platz 52 der deutschen Charts sowie Platz 59 in Österreich.
Auf dem 2002 veröffentlichten Album Momente von Chris Roberts fungierte Lydia Pockaj als weibliche Solo-Stimme und lieferte zudem die Backvocals.
Es folgte die Zusammenarbeit mit Bad Boys Blue auf deren Album Around The World, welches im Jahr 2003 Platz 43 der deutschen Charts erreichte. Pockaj sang auch in der veröffentlichten Single A Bridge of Heartaches mit.
Im Februar 2024 erschien die Single Elysium vom Schweizer Musikerduo Mode7 bei der Lydia Pockaj die Vocals beisteuerte.

### Solokarriere
2005 veröffentlichte Lydia Pockaj mit dem Projekt Laydee die Single Kiss Me.
Seit 2017 erscheinen auf ihrem eigenen Plattenlabel Laydee Records diverse Veröffentlichungen ihrer Solokarriere. 2017 startete sie ihr Projekt Gyrlie mit der ersten Single I Feel Sun. Im Jahr 2019 startete Pockaj ihr erstes deutschsprachiges Projekt namens Wunschlos, dort war ihre erste Veröffentlichung die Single Irgendwann. 
Am 31. Dezember 2021 veröffentlichte Pockaj die Single Lover Gyrl, die sie zusammen mit dem DJ und Musikproduzenten Klaas Gerling produziert hat.

## Privates
Lydia Pockaj ist verheiratet. Sie lebt in der Schweiz, im Kanton Zürich. Sie ist Geschäftsführerin und Musikproduzentin des Plattenlabels Laydee Records, welches sie im Jahr 2017 gegründet hat.

## Singles

### E-Rotic
- Mambo No. Sex (1999)
- Queen of Light (2000)
- Gimme Gimme Gimme (2000)
- Don’t Make Me Wet (2000)
- King Kong (2001)
- Billy Jive (With Willy’s Wife) (2001)
- Mi Amante (unter den Namen E.R. veröffentlicht, allerdings aus dem E-Rotic-Album „Sex Generation“ veröffentlicht) (2002)

### Missing Heart
- Charlene (2000)
- Tears in May (2000)

### Apanachee
- In Aeternum (2001)
- Prison of Passion (2001)

### Laydee
- Kiss Me (2005)

### Gyrlie
- I Feel Sun (2017)
- I Feel Sun – Remixes (2017)
- Right Now (2018)
- Save Me (2018)
- Fantasy (2018)
- Tonight (2019)
- Far Away (2021)
- Lover Gyrl (Klaas Remix) (2021)
- Another Way (Sean Finn Remix) (2022)
- Can’t Get You out of My Head (Sean Finn Remix) (2022)
- In My Dreams (2023)

### Wunschlos
- Irgendwann (2019)
- Leb dein Leben (2019)
- Es ist Liebe (2020)
- Ich steh wieder auf (2020)
- Warum (2021)
- Ich sehe Dich (2022)
- Wenn ich träum (2022)